# Фантастика Чехії
Чеська фантастика мала довгу та різноманітну історію. Одна з високих точок чеської літератури припадала на період з 1918 року, коли стала незалежною Чехословаччина, до моменту її окупації Третім Рейхом у 1939 році.
Чеські письменники розвивали свої роботи радше як естетичні твори, ніж платформи, що вимагали незалежності чеського народу. Найвідомішим та найважливішим з авторів наукової фантастики був Карел Чапек, чия п'єса R.U.R. (Росумські універсальні р́оботи) (з'явилася друком 1920 року, прем'єра — січень 1921 р.) запропонувала і зробила популярним слово «робот», що згодом стало інтернаціоналізмом.
Чапек, мабуть, найвідоміший як автор науково-фантастичної літератури, який написав перед тим, як наукова фантастика встановилася як окремий жанр. Його можна вважати одним із засновників класичної, не хардкорної європейської наукової фантастики, який зосереджується на можливій (або альтернативній) соціальній та людській еволюції на Землі, а не на технічно розширеній історії космічних подорожей. Проте найкраще віднести його разом з Олдосом Гакслі та Джорджем Орвеллом до основних письменників, які використовували науково-фантастичні мотиви. У багатьох роботах Карела Чапека обговорюються етичні та інші аспекти революційних винаходів і процесів, які вже були передбачені в першій половині XX століття. До них належать безперервне виробництво, атомна зброя та нелюдські інтелектуальні істоти, такі як роботи, цигани, що подорожують у космосі, або наділені розумом саламандри (у творі «Війна з саламандрами»).
Йозеф Несвадба, що писав з кінця 1950-х років, швидко став найвідомішим автором чеської НФ післявоєнного покоління, твори якого перекладено англійською та німецькою мовами.
Сучасна епоха чеської НФ розпочалася наприкінці 1970-х років, коли вона почала взаємодіяти з фендомами, створеними 1979 року.